# Lucjan Szczepański
Lucjan Zygmunt Szczepański (ur. 8 lutego 1908 w Kępnie, zm. 1940 w Charkowie) – podporucznik piechoty rezerwy Wojska Polskiego II RP, ofiara zbrodni katyńskiej.

## Życiorys
Był synem Pawła i Marii Szczepańskich. Po odbyciu jednorocznej służby wojskowej został nauczycielem w Kórniku. Na stopień podporucznika został mianowany ze starszeństwem z 1 stycznia 1933 i 3135. lokatą w korpusie oficerów rezerwy piechoty. Posiadał przydział w rezerwie do 72 Pułku Piechoty w Radomiu.

W kampanii wrześniowej 1939 walczył jako dowódca 6. kompanii 72 pp. 3 września odniósł rany w Konopnicy. Po agresji ZSRR na Polskę w nieznanych okolicznościach dostał się do niewoli sowieckiej i był więźniem obozu w Starobielsku. Według relacji por. Ottona Bisanza został stamtąd wywieziony 21 kwietnia 1940, a następnie zamordowany przez funkcjonariuszy NKWD w Charkowie. Pogrzebano go potajemnie w bezimiennej mogile zbiorowej w Piatichatkach, gdzie od 17 czerwca 2000 mieści się oficjalnie Cmentarz Ofiar Totalitaryzmu w Charkowie. Figuruje na Liście Starobielskiej NKWD, pod poz. 3844.
5 października 2007 minister obrony narodowej Aleksander Szczygło mianował go pośmiertnie na stopień porucznika. Awans został ogłoszony 10 listopada 2007 w Warszawie, w trakcie uroczystości „Katyń Pamiętamy – Uczcijmy Pamięć Bohaterów”. 